# Randy Bullock
Randol Richard Bullock (Klein, 16 dicembre 1989) è un giocatore di football americano statunitense che gioca nel ruolo di placekicker per i Tennessee Titans della National Football League (NFL). Fu scelto dagli Houston Texans nel corso del quinto giro (161º assoluto) del Draft NFL 2012. Al college ha giocato a football a Texas A&M venendo premiato come miglior kicker universitario della nazione.

## Carriera professionistica

### Houston Texans
Bullock fu scelto nel corso del quinto giro (161º assoluto) dagli Houston Texans nel Draft 2012. Dopo non essere sceso in campo nella sua stagione da rookie, nella successiva divenne il kicker titolare disputando tutte le 16 partite e segnando 26 field goal su 35 tentativi. Il 29 settembre 2015 fu svincolato dai Texans malgrado l'avere segnato 4 field goal su 5 in stagione.

### New York Jets
Il 10 novembre 2015, Bullock firmò con i New York Jets dopo l'infortunio del kicker Nick Folk.

## Statistiche
| Partite totali       | 16    |
| Field goal tentati   | 35    |
| Field goal segnati   | 26    |
| Percentuale          | 74,3% |
| Field goal più lungo | 51    |

Statistiche aggiornate alla stagione 2013